# 1756
1756 (MDCCLVI) a fost un an bisect al calendarului gregorian, care a început într-o zi de miercuri.

## Evenimente
- 1756-1763. Războiul de Șapte Ani. Acest război a avut ca protagoniste principalele puteri ale vremii: Prusia, Regatul Marii Britanii, (plus coloniiile Coroanei britanice din America de Nord, Compania Indiilor Orientale Britanice și Regatul Irlandei) și Hanovra pe de-o parte și Austria, Regatul Francez, (plus Principatul Saxoniei, Noua Franță și Indiile Orientale Franceze), Imperiul Rus, Suedia pe de altă parte. Spania și Regatul Portugaliei au fost atrase mai târziu în conflict, iar forțele olandeze neutre au fost atacate în India. S-a încheiat cu Tratatul de la Paris (10 februarie).
- Porțelan de Sèvres. A fost inaugurată în Franța renumita fabrică regală de porțelan, cea mai mare din Europa.

## Nașteri
- 1 ianuarie: Petru Maior, istoric și filolog român (d. 1821)
- 27 ianuarie: Wolfgang Amadeus Mozart, compozitor austriac (d. 1791)
- 2 martie: Vincent-Marie Viénot de Vaublanc, om politic, scriitor francez (d. 1845)
- 9 martie: Prințesa Louise de Saxa-Gotha-Altenburg (d. 1808)
- 27 mai: Maximilian I al Bavariei (n. Maximilian I. Maria Michael Johann Baptist Franz de Paula Joseph Kaspar Ignatius Nepomuk von Bayer), rege al Bavariei (1806-1825), (d. 1825)
- 21 septembrie: John McAdam, inventator scoțian al macadamului (d. 1836)
- 10 decembrie: Friedrich Franz I, Mare Duce de Mecklenburg-Schwerin (d. 1837)

## Decese
- 16 aprilie: Jacques Cassini astronom francez (n. 1677)
- 11 decembrie: Maria Amalia a Austriei (1701-1756)  (n. 1701)
- 27 aprilie: Șehsuvar Sultan sultană valide (n. 1682)
- 30 mai: Christian Ludwig al II-lea, Duce de Mecklenburg-Schwerin  (n. 1683)
- 8 august: Louise a Danemarcei (1726–1756)  (n. 1726)
- 1 februarie: Maria Augusta, Prințesă de Thurn și Taxis  (n. 1706)
- 8 februarie: Matei Ghica  (n. 1728)
- iulie: Mihai Racoviță domn al Moldovei (n. 1660)
- 18 octombrie: Ioan Haller  (n. 1692)